# Cory Lange
Pour les articles homonymes, voir Lange.
Cory Lange, né le 11 février 1980,, est un coureur cycliste canadien. Il a notamment remporté le classement général du Tour de Corée en 2004.

## Palmarès
- 1998
  -  Champion du Canada du contre-la-montre juniors
  - 2e du championnat du Canada sur route juniors
- 2002
  - Tour de l'Indre
  - 3e étape du Tour de Corée
  - 2e du championnat du Canada sur route espoirs
  - 3e de la Route de l'Atlantique
- 2004
  - Classement général du Tour de Corée